# Berlin-Brandenburg

Berlin und Brandenburg

Berlin-Brandenburg ist der verbreitetste Name für ein im Rahmen der Neugliederung des Bundesgebietes gelegentlich diskutiertes neues Land innerhalb der Bundesrepublik Deutschland, das bei der Fusion von Berlin und Brandenburg entstehen würde. Anders als bei Fusionen anderer Bundesländer, für die gemäß Art. 29 GG ein Bundesgesetz nötig ist, wäre eine Fusion von Berlin und Brandenburg gemäß dem 1994 eingefügten Art. 118a GG auch ohne Beteiligung des Bundes möglich. Dazu bedarf es zwingend der Zustimmung der Stimmberechtigten beider Länder.
Am 5. Mai 1996 wurde der von beiden Landesregierungen vereinbarte, und von beiden Landesparlamenten ratifizierte Fusionsvertrag in einem gleichzeitig in beiden Ländern abgehaltenen Referendum, der Volksabstimmung über die Bildung eines gemeinsamen Landes Berlin-Brandenburg, abgelehnt. Während in Berlin eine knappe Mehrheit des Stimmvolkes (54 %) der Länderfusion zustimmte, wurde sie in Brandenburg nur von einer deutlichen Minderheit (37 %) befürwortet. Die Vereinigung der beiden Länder wurde damit nicht vollzogen, jedoch einigten sich Berlin und Brandenburg in verschiedenen Bereichen auf eine enge Zusammenarbeit und schuffen teils gemeinsame Behörden.

## Bis 1990
Berlin gehörte seit dem Mittelalter zur Mark Brandenburg als deren wichtigstes Zentrum, ab 1710 auch als Haupt- und Residenzstadt Preußens und zeitweise als Hauptstadt der 1815 gebildeten preußischen Provinz Brandenburg. Erst 1881 erhielt Berlin als Hauptstadt des Deutschen Kaiserreichs den Sonderstatus eines Stadtkreises, der jedoch nie mit dem eines Stadtstaates vergleichbar war. Die herausragende Stellung der Stadt Berlin innerhalb der Provinz Brandenburg verstärkte sich noch mit der Bildung Groß-Berlins im Jahre 1920.
Die Eigenständigkeit Berlins – in diesen Grenzen von Groß-Berlin – als Land war ein Ergebnis der Potsdamer Konferenz von 1945, bei der die Unterteilung Deutschlands sowie Berlins in Alliierte Besatzungszonen beschlossen wurde. Damit war die Teilung Deutschlands besiegelt und das dadurch entstandene West-Berlin, insbesondere nach dem Mauerbau 1961, von seinem brandenburgischen Umland abgetrennt. Während West-Berlin trotz alliierter Vorbehalte de facto zwischen 1949 und 1990 den Rang eines westdeutschen Landes einnahm, kam Ost-Berlin in diesem Zeitraum als Hauptstadt der DDR der Rang eines Bezirkes in deren zentralistischem Verwaltungsaufbau zu. Erst mit der Wiedervereinigung Deutschlands am 3. Oktober 1990 wurde ganz Berlin ein vollwertiges Land der Bundesrepublik Deutschland.

## Angestrebte Länderfusion 1995/1996

Der Entwurf für ein gemeinsames Wappen für das neue Land Berlin-Brandenburg zeigt den roten märkischen Adler auf weißem Grund mit dem schwarzen Berliner Bären im Brustschild. Durch das Scheitern der Länderfusion kam dieses Wappen nicht zum Einsatz.

### Staatsvertrag
Anfang April 1995 vereinbarten die Regierungen der Länder Berlin und Brandenburg einen Staatsvertrag zur Bildung eines gemeinsamen Bundeslandes. Dieser Neugliederungsvertrag beinhaltete auch die Bedingungen für seine Ratifizierung. Er wurde am 27. April 1995 unterzeichnet und erhielt am 22. Juni 1995 die notwendige Zweidrittelmehrheit beider Parlamente. Im Abgeordnetenhaus von Berlin stimmten von 241 Mitgliedern bei zwei Enthaltungen 188 mit ja und 42 mit nein. Im Landtag Brandenburg stimmten von 88 Mitgliedern 64 mit ja und 24 mit nein. Jedoch bedurfte die Ratifizierung des Vertrags darüber hinaus zwingend der Zustimmung des Stimmvolks in beiden Ländern. Erforderlich war in beiden Ländern jeweils die Mehrheit der abgegebenen Ja-Stimmen, darüber hinaus wurde in den Staatsverträgen zur Länderfusion ein Zustimmungsquorum von 25 % vereinbart.

### Volksabstimmung
Am 5. Mai 1996 fanden zeitgleich in Berlin und Brandenburg die Volksabstimmungen über die Länderfusion statt. Neben der eigentlichen Frage nach der Befürowrtung oder Ablehnung der Fusion, konnten sich die Stimmberechtigten zum bevorzugten Zeitpunkt des Vollzugs des Zusammenschlusses (1999 oder 2002) äußern. Die Abstimmung über das Ob der Länderfusion war verbindlich, die Abstimmung über den Zeitpunkt der Fusion hatte hingegen nur beratenden Charakter (Volksbefragung).
Für die Länderfusion stimmten lediglich die Westberliner mehrheitlich. In Brandenburg und Ost-Berlin (mit Ausnahme der Stadtbezirke Köpenick und Weißensee) wurde die Fusion hingegen abgelehnt. Bei der Frage nach dem Zeitpunkt der Länderfusion sprachen sich die Berliner Stimmberechtigten mit etwa 56 % der Stimmen für 1999 aus, während die Brandenburger Stimmberechtigten mit 52 % das Jahr 2002 bevorzugten.
| Volksabstimmung über die Bildung eines gemeinsamen Landes Berlin-Brandenburg | Volksabstimmung über die Bildung eines gemeinsamen Landes Berlin-Brandenburg | Volksabstimmung über die Bildung eines gemeinsamen Landes Berlin-Brandenburg | Volksabstimmung über die Bildung eines gemeinsamen Landes Berlin-Brandenburg | Volksabstimmung über die Bildung eines gemeinsamen Landes Berlin-Brandenburg | Volksabstimmung über die Bildung eines gemeinsamen Landes Berlin-Brandenburg | Volksabstimmung über die Bildung eines gemeinsamen Landes Berlin-Brandenburg | Volksabstimmung über die Bildung eines gemeinsamen Landes Berlin-Brandenburg | Volksabstimmung über die Bildung eines gemeinsamen Landes Berlin-Brandenburg | Volksabstimmung über die Bildung eines gemeinsamen Landes Berlin-Brandenburg | Volksabstimmung über die Bildung eines gemeinsamen Landes Berlin-Brandenburg | Volksabstimmung über die Bildung eines gemeinsamen Landes Berlin-Brandenburg |
| Gebietskörperschaft                                                          | Angelegenheit                                                                | Quorum                                                                       | Stimmverteilung                                                              | Stimmverteilung                                                              | Stimmverteilung                                                              | Stimmverteilung                                                              | Stimmverteilung                                                              | Stimmverteilung                                                              | Stimmverteilung                                                              | Stimmverteilung                                                              | Stimmverteilung                                                              |
| Gebietskörperschaft                                                          | Angelegenheit                                                                | Quorum                                                                       | Stimmbeteiligung (Stimmberechtigte)                                          | ungültige Stimmen                                                            | gültige Stimmen                                                              | Ja-Stimmen                                                                   | Ja-Stimmen                                                                   | Ja-Stimmen                                                                   | Nein-Stimmen                                                                 | Nein-Stimmen                                                                 | Nein-Stimmen                                                                 |
| Gebietskörperschaft                                                          | Angelegenheit                                                                | Quorum                                                                       | Anzahl                                                                       | Anzahl                                                                       | Anzahl                                                                       | Anzahl                                                                       | Anzahl                                                                       | Anzahl                                                                       | Anzahl                                                                       | Anzahl                                                                       | Anzahl                                                                       |
| Gebietskörperschaft                                                          | Angelegenheit                                                                | Quorum                                                                       | Anteil berechtigter                                                          | Anteil abgegebener                                                           | Anteil abgegebener                                                           | Anteil gültiger                                                              | Anteil abgegebener                                                           | Anteil berechtigter                                                          | Anteil gültiger                                                              | Anteil abgegebener                                                           | Anteil berechtigter                                                          |
| ---------------------------------------------------------------------------- | ---------------------------------------------------------------------------- | ---------------------------------------------------------------------------- | ---------------------------------------------------------------------------- | ---------------------------------------------------------------------------- | ---------------------------------------------------------------------------- | ---------------------------------------------------------------------------- | ---------------------------------------------------------------------------- | ---------------------------------------------------------------------------- | ---------------------------------------------------------------------------- | ---------------------------------------------------------------------------- | ---------------------------------------------------------------------------- |
| Berlin                                                                       | Zusammenlegung zu Berlin-Brandenburg                                         | 25 % Zustimmung                                                              | 1.428.268 (2.475.724)                                                        | 7826                                                                         | 1.420.442                                                                    | 765.602                                                                      | 765.602                                                                      | 765.602                                                                      | 654.840                                                                      | 654.840                                                                      | 654.840                                                                      |
| Berlin                                                                       | Zusammenlegung zu Berlin-Brandenburg                                         | 25 % Zustimmung                                                              | 57,69 %                                                                      | 0,55 %                                                                       | 99,45 %                                                                      | 53,90 %                                                                      | 53,60 %                                                                      | 30,92 %                                                                      | 46,10 %                                                                      | 45,85 %                                                                      | 26,45 %                                                                      |
| Brandenburg                                                                  | Zusammenlegung zu Berlin-Brandenburg                                         | 25 % Zustimmung                                                              | 1.299.424 (1.957.424)                                                        | 9280                                                                         | 1.290.144                                                                    | 475.208                                                                      | 475.208                                                                      | 475.208                                                                      | 814.936                                                                      | 814.936                                                                      | 814.936                                                                      |
| Brandenburg                                                                  | Zusammenlegung zu Berlin-Brandenburg                                         | 25 % Zustimmung                                                              | 66,38 %                                                                      | 0,71 %                                                                       | 99,29 %                                                                      | 36,83 %                                                                      | 36,57 %                                                                      | 24,28 %                                                                      | 63,17 %                                                                      | 62,72 %                                                                      | 41,63 %                                                                      |
| Berlin                                                                       | Zeitpunkt der Zusammenlegung                                                 | kein Quorum                                                                  | 1.428.268 (2.475.724)                                                        | 428.331                                                                      | 1.420.442                                                                    | für 1999                                                                     | für 1999                                                                     | für 1999                                                                     | für 2002                                                                     | für 2002                                                                     | für 2002                                                                     |
| Berlin                                                                       | Zeitpunkt der Zusammenlegung                                                 | kein Quorum                                                                  | 1.428.268 (2.475.724)                                                        | 428.331                                                                      | 1.420.442                                                                    | 557.337                                                                      | 557.337                                                                      | 557.337                                                                      | 442.600                                                                      | 442.600                                                                      | 442.600                                                                      |
| Berlin                                                                       | Zeitpunkt der Zusammenlegung                                                 | kein Quorum                                                                  | 57,69 %                                                                      | 29,99 %                                                                      | 70,01 %                                                                      | 55,74 %                                                                      | 39,02 %                                                                      | 22,51 %                                                                      | 44,26 %                                                                      | 30,99 %                                                                      | 17,88 %                                                                      |
| Brandenburg                                                                  | Zeitpunkt der Zusammenlegung                                                 | kein Quorum                                                                  | 1.299.424 (1.957.424)                                                        | 586.946                                                                      | 712.478                                                                      | für 1999                                                                     | für 1999                                                                     | für 1999                                                                     | für 2002                                                                     | für 2002                                                                     | für 2002                                                                     |
| Brandenburg                                                                  | Zeitpunkt der Zusammenlegung                                                 | kein Quorum                                                                  | 1.299.424 (1.957.424)                                                        | 586.946                                                                      | 712.478                                                                      | 343.764                                                                      | 343.764                                                                      | 343.764                                                                      | 368.714                                                                      | 368.714                                                                      | 368.714                                                                      |
| Brandenburg                                                                  | Zeitpunkt der Zusammenlegung                                                 | kein Quorum                                                                  | 66,38 %                                                                      | 45,17 %                                                                      | 54,83 %                                                                      | 48,25 %                                                                      | 26,46 %                                                                      | 17,56 %                                                                      | 51,76 %                                                                      | 28,38 %                                                                      | 18,84 %                                                                      |

## Namensgebung
Im Laufe der Debatte wurden verschiedene Namen für das durch die mögliche Fusion entstehende neue Land diskutiert.
Der Name Berlin-Brandenburg gilt als einzige Option, gegen die keine schweren Vorbehalte bestanden. Aus historischer Sicht wurde die ausdrückliche Nennung Berlins jedoch teils kritisch gesehen. Ein historisch naheliegender Name für das gemeinsame Land wäre Brandenburg oder Mark Brandenburg gewesen, da sich Berlin als gewöhnliche brandenburgische Stadt entwickelte und die Trennung nur einen historisch kurzen Zeitraum umfasst. Hiergegen gab es jedoch in Berlin Vorbehalte.
Im Jahr 2002 schlug der damalige brandenburgische Sozialminister Alwin Ziel vor, das geplante neue Bundesland „Preußen“ zu nennen und stieß damit auf gemischte Resonanz.

## Zusammenarbeit der Länder von den 1990er Jahren bis heute
Trotz der fehlenden Zustimmung zum Fusionsvertrag in der Volksabstimmung wurden viele Behörden und andere Einrichtungen zusammengelegt beziehungsweise gemeinsam errichtet, beispielsweise die Landesplanungsabteilungen im Jahr 1996 zur Gemeinsamen Landesplanungsabteilung Berlin-Brandenburg oder die öffentlich-rechtlichen Rundfunkanstalten (ORB und SFB) im Jahr 2003 zum Rundfunk Berlin-Brandenburg (RBB). 
Im April 2003 beschlossen beide Länder, einen Gesetzentwurf in den Bundesrat einzubringen, der ein Bundesgesetz zur Fusion der Landesversicherungsanstalten schaffen soll. Aufgrund dieses Gesetzes kam es im Oktober 2005 zur Gründung der Deutschen Rentenversicherung Berlin-Brandenburg.
Durch den „Staatsvertrags über die Errichtung gemeinsamer Fachobergerichte der Länder Berlin und Brandenburg“ vom 26. April 2004 wurde auxch in der Rechtssprchung eine engere Zusammenarbeit vereinbart. Zum 1. Juli 2005 wurden das gemeinsame Oberverwaltungsgericht Berlin-Brandenburg mit Sitz in Berlin sowie das gemeinsame Landessozialgericht Berlin-Brandenburg mit Sitz in Potsdam errichtet. Zum 1. Januar 2007 folgten das Finanzgericht Berlin-Brandenburg mit Sitz in Cottbus und das Landesarbeitsgericht Berlin-Brandenburg mit Sitz in Berlin. Die Standortwahl entsprach den Regelungen in Artikel 47 des abgelehnten Neugliederungs-Vertrags. 
Bis zum Januar 2012 wurden insgesamt 27 Staatsverträge und mehr als 79 Verwaltungsvereinbarungen zwischen beiden Ländern getroffen.
Viele Institutionen sind für beide Länder zuständig und tragen die Bezeichnung Berlin-Brandenburg im Namen:
| Bildung und Wissenschaft                                | Gesundheit und Soziales                                           | Rundfunk und Medien                            |
| Landesinstitut für Schule und Medien Berlin-Brandenburg | Deutsche Rentenversicherung Berlin-Brandenburg                    | Rundfunk Berlin-Brandenburg                    |
| Bildungsserver Berlin-Brandenburg                       | Regionaldirektion Berlin-Brandenburg der Bundesagentur für Arbeit | Medienanstalt Berlin-Brandenburg               |
| Berlin-Brandenburgische Akademie der Wissenschaften     | Landeslabor Berlin-Brandenburg                                    | Medienboard Berlin-Brandenburg (Filmförderung) |

| Verwaltung                                           | Verkehr                              | Weitere                                                     |
| Amt für Statistik Berlin-Brandenburg                 | Verkehrsverbund Berlin-Brandenburg   | Stiftung Preußische Schlösser und Gärten Berlin-Brandenburg |
| Landesamt für Mess- und Eichwesen Berlin-Brandenburg | Flughafen Berlin Brandenburg         | Kooperativer Bibliotheksverbund Berlin-Brandenburg          |
| Sonderabfallgesellschaft Brandenburg/Berlin          | ADAC-Regionalclub Berlin-Brandenburg | DGB-Bezirk Berlin-Brandenburg                               |

Seit 2017 planen die Länder Berlin und Brandenburg im Gemeinschaftsprojekt i2030 gemeinsam mit DB Netze, NEB AG und VBB die Schieneninfrastruktur für die Hauptstadtregion Berlin-Brandenburg. Neben dem öffentlichen Sektor wird der Name Berlin-Brandenburg auch in der Privatwirtschaft genutzt. Beispiele sind die Tesla Gigafactory Berlin-Brandenburg und die Berlin-Brandenburg Aerospace Allianz.